# 立方メートル毎秒
立方メートル毎秒（りっぽうメートルまいびょう、英: cubic metre per second、記号: m3/s、m3⋅s−1 ）は、流量（体積流量）の計量単位で、国際単位系 (SI) における組立単位である。
立方メートル毎秒は「1秒間に1立方メートルの流量」と定義される。m3/s を変形すると m2・m/s となる。つまり、立方メートル毎秒は「1平方メートルの断面積を1メートル毎秒の流速で流体が移動する流量」とも定義できる。
英語では、"Cubic metres per second"を略してcumec（キューメック）とも呼ぶ。これに対し、立方フィート毎秒は"Cubic feet per second"を略して"cusec"（キューセック）という。

## 換算
| 1 立方メートル毎秒 | = | 60            | 立方メートル毎分       |
|                    | = | 3600          | 立方メートル毎時       |
|                    | = | 1000          | リットル毎秒           |
|                    | = | 60000         | リットル毎分           |
|                    | = | 60            | キロリットル毎分       |
|                    | = | 3600          | キロリットル毎時       |
|                    | = | 86.4          | メガリットル毎日       |
|                    | = | 31.5576       | ギガリットル毎年       |
|                    | ≈ | 219.969248    | 英ガロン毎秒           |
|                    | ≈ | 264.172051    | 米ガロン毎秒           |
|                    | ≈ | 35.314454     | 立方フィート毎秒       |
|                    | ≈ | 1.305         | 立方ヤード毎秒         |
|                    | ≈ | 25566.497     | エーカー・フィート毎年 |
|                    | ≈ | 1113676621    | 立方フィート毎年       |
|                    | ≈ | 0.00757090916 | 立方マイル毎年         |